# Cervejaria Bopp

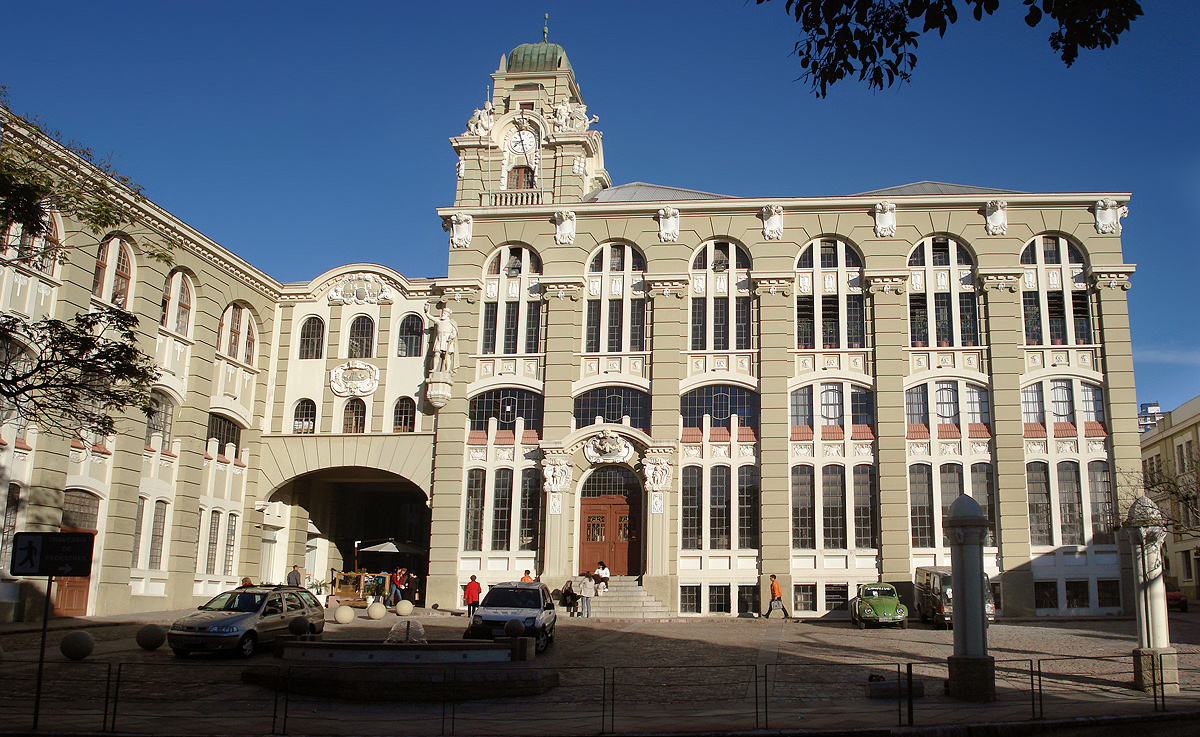
Parte central da antiga Cervejaria Bopp, hoje o Shopping Total

A Cervejaria e Fábrica de Gelo Bopp & Irmãos foi uma cervejaria brasileira, fundada em 1881, em Porto Alegre.
Funcionou primeiro na Rua Voluntários da Pátria. Conhecida por Fábrica da Figueira, foi fundada por Carlos Bopp, um funileiro a quem encomendaram uma caldeira, cujo cliente jamais foi buscar. A esposa de Carlos, Maria Luísa, filha de um cervejeiro de Pelotas, sugeriu que utilizassem a caldeira para fazer cerveja e assim diminuir o prejuízo. Maria Luísa fazia a cerveja e Carlos nos fins de semana colocava os recipientes num carrinho de mão e vendia o produto na vizinhança. O sucesso da receita caseira foi tão grande que em 1907 a cervejaria já era uma das mais importantes do país.
Dois anos depois, os três filhos do funileiro (Carlos, Arthur e Alberto) deram início à Bopp & Irmãos. Com a expansão dos negócios, em 1886 foi transferida para a avenida Cristóvão Colombo, perto de onde já funcionava a cervejaria de Guilherme Becker, fundada em 1878.
Expôs na Exposição Agroindustrial de 1901, na época possuía 15 operários e a capacidade de produzir 250 000 garrafas por ano das marcas "Branca", "Preta" e "Simples".
Mais tarde foi construído um novo prédio, inaugurado em 27 de outubro de 1911. O projeto foi de Theodor Wiederspahn, a construção ficou a cargo da empresa de Rudolph Ahrons, e a rica decoração das fachadas é obra da equipe de escultores de João Vicente Friedrichs. Na época de sua inauguração foi considerado o maior prédio de cimento armado em todo o Brasil.
Com o desaparecimento de grande parte das cervejarias nos anos posteriores (no final do século XIX havia 21 fabricantes de cerveja em Porto Alegre), a cervejaria se fundiu com a Cervejaria Sassen (que já havia comprado a cervejaria de Guilherme Becker, em 1899) e Cervejaria Ritter, em 1 de julho de 1924, para constituir a Cervejaria Continental (Cervejaria Bopp, Sassen, Ritter e Cia Ltda.), que instalou-se no prédio da Cervejaria Bopp com todo o seu maquinário.
A fusão decorreu, em grande parte, do processo de intensificação da concorrência e de concentração empresarial no setor cervejeiro da época, fomentado principalmente por companhias de outros estados como a Antártica e a Brahma, conseguindo retardar o ingresso da Cervejaria Brahma no estado, até 1946, quando a própria Cervejaria Continental foi adquirida.

## Produtos
Entre seus produtos pode-se citar:
- Cerveja Pielsen
- Cerveja Hércules
- Cerveja Elefante
- Cerveja Negrita
- Cerveja Comercial
- Guaraná Continental